# Business and Professional Women
Der Verband der Business and Professional Women (BPW) ist ein berufs- und branchenübergreifendes Netzwerk für Frauen in über 100 Ländern, das sich als weltweite Stimme für Chancengleichheit berufstätiger Frauen und als Forum für gegenseitige Unterstützung und internationales Networking versteht.

## Ziele und Forderungen
- Frauen und Männer sind gleichberechtigt
- Frauen und Männer erhalten gleichen Lohn für gleichwertige Arbeit
- Frauen und Männer haben die gleichen Karrierechancen
- Frauen und Männer sind in leitenden Positionen in Wirtschaft und in der Politik auf allen Hierarchie-Ebenen in gleicher Anzahl vertreten
- Die Vereinbarkeit von Beruf und Familie ist für Frauen und Männer gleichermaßen gegeben
- Frauen sind im Erwerbsleben und im Alter grundsätzlich versicherungspflichtig abgesichert
- Alle berufstätigen Frauen vernetzen sich auf nationaler und internationaler Ebene
- Frauen und Männer gestalten ihre Zukunft gemeinsam[1]

## Entwicklung
1930 wurde der BPW International auf Initiative der US-amerikanischen Anwältin Lena Madesin Phillips in Genf gegründet. Phillips wurde als erste Präsidentin gewählt. Nach 1930 fanden 29 internationale Kongresse statt, zuletzt 2017 in Kairo. Heute (Stand 2018) gehören dem BPW International rund 28.000 Frauen in über 90 Ländern auf allen Kontinenten an.
Zu BPW Europe gehören praktisch sämtliche Länder in Europa mit 20.000 Frauen. Das European Coordinating Committee wurde 1981 gegründet. Die erste Koordinatorin war Renata Blodow. Die heutige Koordinatorin ist Giuseppa Bombaci, welche 2017 für die Amtszeit von drei Jahren gewählt wurde. Sie ist gleichzeitig Executive Board Member of BPW International.

## BPW in Deutschland
Unter Leitung der Rechtsanwältin Marie Munk entstand 1931 der Verband Berufstätiger Frauen in Deutschland. Die Organisation sah sich jedoch dem wachsenden Druck der Nationalsozialisten ausgesetzt. 1933 entschied sich der Verband gegen den Anschluss an die Frauenorganisationen Hitlers und wählte den Weg der Auflösung.
Am 20. Mai 1951 wurde in Bonn der deutsche Verband unter der Präsidentschaft von Maria May neu gegründet. 1998 schloss sich der Verband der internationalen Namensgebung an und wurde in BPW Germany e. V. umbenannt. Heute ist der Verband in bundesweit 40 Städten und Regionen mit einem eigenen Club vertreten, in denen die 1.650 Mitglieder regelmäßig zu Vortrags- und Netzwerkabenden zusammenkommen.

## Präsidentinnen des BPW in Deutschland
Name der Präsidentin, BPW Club, Amtszeit
- Marie Munk, Berlin, 1931–1933
- Maria May, Hamburg, 20. Mai 1951 – 26. Februar 1956
- Gisela Graeff, Mannheim, 26. Februar 1956 – 11. April 1959
- Mathilde Zschocke, Düsseldorf, 11. April 1959 – 6. November 1965
- Thekla Groß, Düsseldorf, 6. November 1965 – 23. Oktober 1971
- Marie-Luise Fock, Göttingen, 23. Oktober 1971 – 7. Oktober 1977
- Ilse Becker-Döring, Braunschweig, 7. Oktober 1977 – 5. November 1983
- Karin Steinberg, Königstein, 5. November 1983 – 11. November 1989
- Svea Kuschel, München, 11. November 1989 – 10. Oktober 1992, erhielt 2012 das Verdienstkreuz am Bande[8]
- Gaby Krautkrämer, Frankfurt a. M., 14. Oktober 1992 – 14. Oktober 1994
- Ingrid Mayer, München, 14. Oktober 1994 – 10. Februar 1995
- Dagmar Geffken, Bremen, 10. Februar 1995 – 20. Oktober 1996
- Annegret Hastedt, Bremen, 1996–1998
- Angelika Roth, Nürnberg, 1998–2000
- Heike Pehling-Negro, Erfurt, 2000 – 6. November 2004
- Bettina Schleicher, Berlin, 6. November 2004 – 8. November 2008, erhielt 2009 das Verdienstkreuz am Bande[9]
- Dagmar Bischof, Erfurt, 8. November 2008 – 6. November 2010
- Henrike von Platen, Berlin, 6. November 2010 – 4. Juni 2016
- Uta Zech, Berlin, Berlin, 4. Juni 2016 – 11. Juni 2022
- Birte Siemonsen, Wiesbaden, seit 11. Juni 2022

## BPW in der Schweiz
BPW Switzerland wurde im Zürcher Hotel Königsstuhl im Beisein von 29 Frauen am 11. September 1947 gegründet. 13 Frauen traten BPW Switzerland bei und wählten die Horgener Fabrikantin Elisabeth Feller. (1910–1973) zu ihrer ersten Präsidentin. Das Netzwerk besteht aus 36 Clubs mit insgesamt rund 2000 Mitgliedern (Stand 2024).
BPW Switzerland organisiert seit 2008 den Equal Pay Day in der Schweiz. Ziel dieses Projektes ist es, die Lohngleichheit zwischen Frauen und Männern für gleichwertige Arbeit zu erreichen. Der Equal Pay Day zeigt auf, wie lange Frauen im Durchschnitt gratis arbeiten, während Männer für ihre Arbeit bereits seit dem 1. Januar Lohn erhalten.

## Aktivitäten
Neben persönlichem Austausch, Vorträgen, Tagungen und einem eigenen Mentoringprogramm leistet das Netzwerk politisch-gesellschaftliche Lobbyarbeit auf regionaler, nationaler und internationaler Ebene. Der BPW hat bei den Vereinten Nationen Beraterstatus der Kategorie 1 inne und ist unter anderem als Nichtregierungsorganisation beim Europarat vertreten. Eine wichtige Rolle spielen Dialoge mit der Wirtschaft und Vertretern anderer gesellschaftlicher Gruppen, mit denen der BPW Germany Fragen der Unternehmensverantwortung und Chancengleichheit im Beruf bearbeitet.
BPW Germany initiierte 2008 den Equal Pay Day in Deutschland und ist Träger des Projektes Forum Equal Pay Day.

## Mitgliedschaften
Der BPW ist auf europäischer Ebene Mitglied in der European Women’s Lobby, auf deutscher Ebene im Deutschen Frauenrat und der ULA United Leaders Association sowie regional in den verschiedenen Landesfrauenräten. Außerdem kooperiert der BPW mit vier anderen großen Frauenverbänden bei internationalen Hilfsprojekten (Project 5-O) und engagiert sich in Deutschland als Partner im Forum Zukunftsökonomie, einer Initiative deutscher Medien für Unternehmensverantwortung.
BPW Switzerland ist Mitglied von Alliance F, dem Dachverband der Schweizer Frauenorganisationen, und betreibt aktive Lobbyarbeit und Projekte, um die Anliegen der Frauen zu vertreten und ihre Rechte zu stärken.